# Nāḩiyat as Sukhnah
Nāḩiyat as Sukhnah (arabiska: ناحية السخنة) är ett subdistrikt i Syrien.   Det ligger i provinsen Homs, i den centrala delen av landet, 300 km öster om huvudstaden Damaskus.
Trakten runt Nāḩiyat as Sukhnah är ofruktbar med lite eller ingen växtlighet. Runt Nāḩiyat as Sukhnah är det glesbefolkat, med 14 invånare per kvadratkilometer.